# Pseudodicliptera
Pseudodicliptera, biljni rod iz porodice primogovki smješten u tribus Barlerieae, dio potporodice Acanthoideae. Sastoji se od 4 vrste, sve su madagaskarski endemi. Opisan je u Notulae Systematicae. Herbier du Museum de Paris 8: 146. 1939. 

## Etimologija
Latinsko ime roda dolazi od pseudo, lažan, i roda Dicliptera.

## Vrste
1. Pseudodicliptera coursii Benoist
2. Pseudodicliptera humilis Benoist; tipična vrsta
3. Pseudodicliptera longifolia (Benoist) Benoist
4. Pseudodicliptera sulfureolilacina Benoist

## Sinonimi
- Delphinacanthus Benoist; Notul. Syst., ed. Humbert 13: 196 (1948)